# Су-Ки
Грузовик-амфибия «Су-Ки» — японский военный автомобиль Второй мировой войны, выпускавшиеся заводом Toyota Motor Co., Ltd. Принят на вооружение в 1943 году, применялся японскими войсками в ходе войны на Тихом океане.

## Описание
Су-Ки — двухтонный амфибийный грузовик, разработанный в 1943 году инженерами завода Toyota для нужд морской пехоты и армейских подразделений, дислоцированных на тихоокеанских островах и в Юго-Восточной Азии, где местность изобилует водными препятствиями. Машина была спроектирована на базе грузовика Toyota 4x4 То-Ки. Автомобиль имел стальной водоизмещающий корпус-лодку и подключаемый полный привод.
С ноября 1943 года по август 1944 года завод Toyota Motor Co., Ltd. произвёл 198 грузовых автомобилей Су-Ки. На базе Су-Ки был создан экспериментальный «Toyota LVT».